# Anthony Shirley
Anthony Shirley (o Sherley) (1565-1635) fue un viajero y aventurero inglés, cuyo encarcelamiento en 1603 por el rey Jacobo I de Inglaterra provocó que la Cámara de los Comunes de Inglaterra reafirmara los fueros y privilegios de sus miembros aprobando la publicación de un famoso texto conocido en inglés como The Form of Apology and Satisfaction.

## Datos históricos
Anthony Shirley fue el segundo hijo de Thomas Shirley de Sussex, y Anne Kempe, la hija de Thomas Kempe (m. 7 de marzo de 1591) de Kent.  Tuvo un hermano mayor, Thomas Shirley, y un hermano menor, Robert Shirley, y seis hermanas.

### Carrera
Educado en la Universidad de Oxford, Shirley obtuvo experiencia militar con las tropas inglesas en Holanda y durante una expedición a Normandía en 1591,  bajo las órdenes del Robert Devereux, II conde de Essex, quien tuvo parentesco con su mujer, Frances Vernon. En esta época fue ordenado caballero por Enrique IV de Francia, un acontecimiento que le atrajo la antipatía de su propio soberano y eventualmente un corto encarcelamiento que suscitó su defensa por parte de la Cámara de los Comunes.
En 1596, condujo una expedición a lo largo de la costa occidental de África y de algunos dominios españoles en  América, pero por un motín que sufrió a bordo, debió regresar a Londres en 1597. En 1598, dirigió algunos voluntarios ingleses a Italia para participar en una disputa sobre la posesión de Ferrara; estando en Venecia decidió viajar a Persia con el doble propósito de promover el comercio entre Inglaterra y Persia y de intervenir en la lucha de persas contra el Imperio otomano. Obtuvo recursos para su viaje en Constantinopla y en Alepo, siendo muy bien recibido por el Shah, Abás el Grande, quién lo hizo príncipe, concediéndole salvoconductos comerciales y otros privilegios que se otorgaban a muy pocos mercaderes cristianos.
Ya como representante del Shah regresó a Europa y visitó Moscú, Praga y Roma, además de otras ciudades,  encontrándose más tarde con que el gobierno inglés le impedía regresar a su  propio país. Dos miembros de su expedición regresaron a Londres, donde  publicaron un panfleto anónimo que explicaba los motivos de Shirley: El Informe Cierto del viaje Sir Anthony Shirley, el cual, además de la ira real, generó dos menciones en la Noche de Reyes de William Shakespeare, en (1601-02).
En 1605 se dirigió a Praga desde donde fue enviado por Rodolfo II, del sacro imperio romano-germánico, en misión, a Marruecos; dirigiéndose después a Lisboa y a Madrid, ciudad en la que fue recibido muy amablemente por la realeza. El rey de España Felipe III lo nombró  almirante de una flota que debió servir en el cercano oriente, pero que, como único resultado de los costosos preparativos, obtuvo una magra expedición a la isla de Mitilene. Después de esto Shirley fue muerto asesinado en Madrid hacia 1635.
Shirley escribió sobre sus aventuras: Relación de los viajes a Persia de Sir Anthony Shirley (1613), cuyo manuscrito original se encuentra en la Biblioteca Bodleiana de Oxford. hay en existencia también cinco o más publicaciones de las aventuras de Shirley en Persia, entre otras: la de Richard Hakluyt: Viajes y Descubrimientos (1809-1812). También, Los Tres Hermanos, Viajes y Aventuras de Sir Anthony, Sir Robert y Sir Thomas Sherley, en Persia, Rusia, Turquía y España (Londres, 1825);  Los Hermanos Shirley (1848), y  Stemmata Shirleiana que fueron publicados entre 1841 y 1873.